# Alojz Kovšca
‎Alojz Kovšca, slovenski obramboslovec, politik in urar, * 13. september 1965, Čapljina, Bosna in Hercegovina. 
Kovšca nekdanji član in predsednik Državnega sveta Republike Slovenije. Bil je tudi predsednik Gospodarske aktivne stranke in podpredsednik stranke Konkretno.
Napovedal je kandidaturo za predsednika republike na predsedniških volitvah 2022, a nato od nje odstopil.

## Mladost in šolanje
Rodil se je 13. september 1965 v Čapljini, v štiričlansko družino častnika Jugoslovanske ljudske armade. Maturo je opravil na ljubljanski Vojaški gimnaziji Franca Rozmana-Staneta, nato pa študiral na Vojaški akademiji v Beogradu in Banja Luki. Prostovoljno je malo pred diplomo, 2. junija 1988, zapustil JLA. Leta 1996 je na ljubljanski Fakulteti za sociologijo, politične vede in novinarstvo ob urarskem delu pri 31 letih diplomiral iz obramboslovja in prejel študentsko Prešernovo nagrado. Ob delu se je še dodatno izobraževal na področju urarstva in zlatarstva ter dosegel strokovna naziva zlatar-filigranist in urarski mojster.

## Poklicna pot
Leta 1988 se je zaposlil kot programer v Mercatorju, kjer je ostal štiri leta. Vmes je sodeloval pri osamosvojitvenih dogodkih in bil kasneje odlikovan s Srebrno Maistrovo medaljo. Po vojni se je zaposlil pri ljubljanskem urarju, tastu Stanetu Kajfežu, opravil urarski pomočniški izpit ter izpit za trgovskega poslovodjo in kasneje odprl lasten obrat. Urarsko in zlatarsko strokovno poklicno izobrazbo je pridobil v Celju (urar in zlatar-filigranist), nato pa pri Obrtni zbornici Slovenije opravil še urarski mojstrski izpit.
Z ženo vodita zlatarsko in urarsko podjetje. Aktivno se je vključil tudi v obrtniško politiko; je predsednik Območne obrtne zbornice Ljubljana-Bežigrad. Dva mandata je bil član Upravnega odbora Obrtno podjetniške zbornice Slovenije, en mandat predsednik Komisije za razdelitev članarine in en mandat predsednik Odbora za gospodarstvo. Leta 2007 je bil prvič izvoljen za predstavnika obrtnikov v Državnem svetu Republike Slovenije in opravljal funkcijo podpredsednika komisije za gospodarstvo, trgovino in finance. Mandat in funkcijo je ponovil v drugem mandatu, od leta 2012 do 2017, ko je bil v tretje izvoljen ter postal predsednik Državnega sveta Republike Slovenije do leta 2022.
19. decembra 2023 je bil izvoljen za predsednika Lovske zveze Slovenije, mandat je nastopil s 15. januarjem 2024. Mandat opravlja profesionalno (združene naloge predsednika in direktorja Lovske zveze Slovenije). Ni član nobene politične stranke in ni politično aktiven.

## Politika
Od leta 2007 je član Državnega sveta Republike Slovenije, od decembra 2017 do decembra 2022 je bil tudi njegov predsednik. Bil je predsednik Gospodarsko aktivne stranke (GAS), ki na volitvah ni nikdar presegla parlamentarnega praga.
4. decembra 2021 sta se stranki GAS in Stranka modernega centra združili v enotno stranko, Kovšca je postal njen podpredsednik. Podpredsednik je bil do junija 2023, ko je zaradi nestrinjanja z načinom vodenja stranke odstopil s funkcije podpredsednika in izstopil iz stranke.
Konec avgusta je napovedal kandidaturo za predsednika republike na predsedniških volitvah 2022 v primeru, da si zagotovi podporo političnih strank. Ker podpore ni dobil, je od kandidature odstopil, .